# 録歌選
「録歌選」（ろっかせん）は、日本の音楽グループゆずのPV集シリーズである。
『虹』まではタイトルにおもにその時期に発表された楽曲にまつわる色がつけられることが多かったが、『2-NI-』以降はアルバム名がそのままつけられている。

## 録歌選 金
『録歌選 金』（ろっかせん きん）は、日本の音楽グループゆずの1作目のPV集である。2000年2月16日発売。1997年 - 1998年に発表された楽曲のPVが収録されている。『銀』と同時発売。

### 収録曲
1. 地下街
2. なにもない
3. 夏色
4. 雨と泪
5. 少年
6. からっぽ

シークレットトラックとして「巨女」のPVが収録されている。

## 録歌選 銀
『録歌選 銀』（ろっかせん ぎん）は、日本の音楽グループゆずの2作目のPV集である。2000年2月16日発売。1999年に発表された楽曲のPVが収録されている。『金』と同時発売。

### 収録曲
1. サヨナラバス
2. 友達の唄
3. センチメンタル
4. くず星
5. 心のままに
6. いつか

## 録歌選 金銀
『録歌選 金銀』（ろっかせん きんぎん）は、日本の音楽グループゆずの3作目のPV集である。2001年12月26日発売。VHSのみの発売だった『金』、『銀』をまとめてDVDで発売した作品である。

### 収録曲
1. 地下街
2. なにもない
3. 夏色
4. 雨と泪
5. 少年
6. からっぽ
7. サヨナラバス
8. 友達の唄
9. センチメンタル
10. くず星
11. 心のままに
12. いつか

特典映像
1. 巨女

## 録歌選 紅
『録歌選 紅』は、日本の音楽グループゆずの4作目のPV集である。2003年1月22日発売。2000年 - 2002年に発表された楽曲のPVが収録されている。

### 収録曲
1. 嗚呼、青春の日々
2. 向日葵ガ咲ク時
3. 飛べない鳥
4. 3カウント
5. 恋の歌謡日
6. アゲイン2

## 録歌選 菫
『録歌選 菫』（ろっかせん すみれ）は、日本の音楽グループゆずの5作目のPV集である。2003年5月21日発売。2002年 - 2003年に発表された楽曲のPVが収録されている。VHSが発売されたシリーズとして最後の作品である。

### 収録曲
1. 青
2. 呼吸
3. 3番線
4. スミレ
5. 月影
6. またあえる日まで

## 録歌選 1 〜ONE〜
『録歌選 1 〜ONE〜』（ろっかせん ワン）は、日本の音楽グループゆずの6作目のPV集である。2005年4月6日発売。アルバム『1 〜ONE〜』に収録されている楽曲のPVが収録されている。『Live Films 1 〜ONE〜』と同時発売。『紅』、『菫』はVHSとDVDで発売されたが、今作からDVDのみでの発売となっている。

### 収録曲
1. 歩行者優先
2. 桜木町
3. シュミのハバ
4. 栄光の架橋

## 録歌選 LAND
シリーズで初めてBlu-rayでも発売された。

## 録歌選 新世界
『録歌選 新世界』（ろっかせん しんせかい）は、日本の音楽グループゆずの11作目のPV集である。2014年11月26日発売。2013年 - 2014年に発表された楽曲のPVが収録されている。『LIVE FILMS 新世界』と同時発売。両作の同時購入特典もあった。

### 収録曲
1. 友 〜旅立ちの時〜
2. 雨のち晴レルヤ
3. 守ってあげたい
4. 表裏一体
5. ヒカレ
6. ひだまり
7. 夜霧の伊勢佐木町〜愛の真世界編〜

特典映像
1. 「雨のち晴レルヤ」Music Video メイキング映像

## 録歌選 BIG YELL
『録歌選 BIG YELL』（ろっかせん ビッグエール）は、日本の音楽グループゆずの11作目のPV集である。2018年12月19日発売。アルバム『BIG YELL』に収録されている楽曲のPVが収録されている。ファンクラブ「ゆずの輪」会員限定で販売された。

### 収録曲
1. タッタ
2. カナリア
3. 愛こそ
4. 恋、弾けました。
5. うたエール
6. イコール